# Журавльов Юрій Володимирович
Ю́рій Володи́мирович Журавльо́в (нар. 12 травня 1973, м. Димитрів, Донецька область, Українська РСР, СРСР — 26 травня 2018, с. Кримське, Новоайдарський район, Луганська область, Україна) — прапорщик Служби безпеки України, співробітник Центру спеціальних операцій «А», позивний «Шахта». Повний кавалер ордена «За мужність».

## Біографія
Народився 1973 року в місті Димитрів (нині — Мирноград) на Донеччині. 1991 року закінчив професійно-технічне училище № 88 м. Краматорська за спеціальністю токаря.
У 1991—1993 роках проходив строкову військову службу в повітрянодесантних військах, брав участь у бойових діях у Нагорному Карабасі.
З 1993 по 2004 рік працював водієм на різних підприємствах м. Димитрів Донецької області. З 2004 року мешкав у Бердянську, займався вантажоперевезеннями, логістикою.
З початком російської збройної агресії проти України добровольцем став на захист Батьківщини та свого міста. У травні 2014 року, співпрацюючи зі Службою безпеки України, брав безпосередню участь в організації та проведенні спецоперації із затримання великої партії зброї, яку терористам, для дестабілізації ситуації в Бердянську та подальшого захоплення міста, постачали з окупованого Криму.
Після зарахування до складу спецпідрозділу «Альфа» відразу виявив бажання поїхати до району проведення антитерористичної операції. Із жовтня 2014 неодноразово брав участь у боях та спецопераціях СБУ на сході України. В одному з бойових виходів група з трьох спецпризначенців потрапила в засідку, Юрій прикрив відхід двох товаришів, залишившись один з кулеметом проти 16 ворогів. За 4 роки пройшов 19 ротацій у зоні АТО та Операції об'єднаних сил. Під час виконання бойових завдань відзначався високим рівнем професіоналізму та мужністю, за що отримав численні державні нагороди.
Загинув 26 травня 2018 року близько 17:45 під час виконання бойового завдання в районі села Кримське і Бахмутської траси, — поблизу окупованого села Жолобок, — внаслідок обстрілу групи співробітників СБУ з ворожої БМП-1. Разом із ним загинув командир групи ЦСО «А» підполковник Руслан Муляр, ще один спецпризначенець дістав важке поранення.
Похований у Бердянську на спеціально відведеній ділянці міського кладовища № 2 для почесних поховань.
Залишились мати, брат, дружина та двоє синів — Євген та Олександр.

## Нагороди та відзнаки
- За доблесть і самовідданість, виявлені при виконанні службового обов'язку, Указом Президента України від 02.06.2018 № 158 нагороджений орденом «За мужність» І ступеня (посмертно).
- Указом Президента України від 17.06.2017 № 164 нагороджений орденом Богдана Хмельницького ІІІ ступеня.
- За високий професіоналізм та самовіддачу, проявлені при виконанні службових обов'язків, Указом Президента України від 23.03.2017 № 74/2017 нагороджений орденом «За мужність» ІІ ступеня.
- За особистий внесок у зміцнення обороноздатності Української держави, мужність, самовідданість і високий професіоналізм, виявлені під час бойових дій та при виконанні службових обов'язків, Указом Президента України від 22.08.2016 № 339/2016 нагороджений орденом «За мужність» ІІІ ступеня[4].
- Відзнака СБУ нагрудний знак «За відвагу».
- Відомча відзнака СБУ «Вогнепальна зброя».
- Відзнака «За визволення Донбасу».